# Stipa pungionata
Stipa pungionata är en gräsart som beskrevs av José Aristida Alfredo Caro och Evangelina A. Sánchez. Stipa pungionata ingår i släktet fjädergrässläktet, och familjen gräs. Inga underarter finns listade i Catalogue of Life.